# Kasanga (langue)
Le kasanga (cassanga) ou haal est une langue sénégambienne de Guinée-Bissau. La langue est appelée gu-haaca par ses locuteurs. Ceux-ci se tournent de plus en plus vers le mandingue.